# 赵康古城遗址
赵康古城遗址，位于山西省临汾市襄汾县城南30公里赵康镇，是中华人民共和国山西省文物保护单位之一。
1965年5月24日，授予山西省文物保护单位，是一座古遗址。